# チアゴ・ネーヴィス・アウグスト
チアゴ・ネーヴィス・アウグスト（Thiago Neves Augusto、1985年2月27日 - ）は、ブラジル・パラナ州クリチバ出身の元サッカー選手。現役時代のポジションはミッドフィルダー、フォワード。

## 来歴

### クラブ
2006年、パラナ・クルーベからベガルタ仙台に期限付き移籍で加入。8得点を挙げるも、高いポテンシャルを発揮しきれず、中盤以降は怪我もありスタメンを外れることが多かった。シーズン終了後、期限付き移籍期間満了に伴い仙台を退団した。
仙台での応援歌の原曲はキグルミのたらこ・たらこ・たらこ。
2007年にフルミネンセFCに移籍し、ベガルタ仙台時代と同じくジョエル・サンタナ監督の下でプレー。ブラジルに帰国後はボーラ・ジ・オーロ（ブラジル全国選手権MVP）を受賞するなど大活躍。フルミネンセファンからはプレースタイルがネドベドに似ていると評価され二人の名前を合わせたネドベズの愛称で親しまれている。その後、ドイツ・ブンデスリーガのハンブルガーSVに移籍。レアル・マドリードに移籍したラファエル・ファン・デル・ファールトの後釜として期待されたが、適応に苦しみリーグ戦わずか6試合出場に留まり、冬の移籍マーケットでサウジアラビアのアル・ヒラルに完全移籍。そのまま古巣のフルミネンセに期限付き移籍した。2009年夏、フルミネンセへの期限付き移籍が終了し、サウジアラビアのアル・ヒラルに入団した。
2011年1月、母国CRフラメンゴに期限付き移籍をし、無敗でのリオデジャネイロ州選手権優勝の原動力となった。
2013年、サウジアラビアのアル・ヒラルに復帰した。
2014年3月12日、AFCチャンピオンズリーグ2014のグループリーグ第2節 アウェイでのセパハン戦でコーナーキックを直接叩き込むゴラッソを決めた。このゴールで一時は勝ち越したアル・ヒラルだったが、同点とされた後の終了間際に決勝弾を浴びて2-3で敗戦した。
2015年7月24日、UAEのアル・ジャジーラに移籍した。
2017年1月5日、クルゼイロに移籍。契約期間は3年間。

### 代表
2008年3月、スウェーデンとの親善試合でブラジルA代表デビューを果たした。
2008年夏にはU-23ブラジル代表として北京オリンピックに出場。銅メダル獲得に貢献した。
コパ・アメリカ2011のブラジル代表に予備招集された。ニュースを聞いたネーヴィスは、「フラメンゴが僕にセレソンへの扉を開いてくれた。フラメンゴへ来てわずか5カ月で、無敗で州選手権に優勝し、代表に戻れるなんて、想像以上のスピードで結果が出た。セレソンのシャツを着てコパアメリカに出られたら幸せだし、W杯にも到達したい。」と、落ち着いた様子ながら、キリリと意欲を語った。

## エピソード
- ボールボーイから受けたボールを全力で投げ返し、退場処分を受けたことがある。また、北京五輪でも、対アルゼンチン戦でハビエル・マスチェラーノにタックルを仕掛けて退場になった[要出典]。

## プレースタイル
- テクニックに優れ、左足から多彩なパスを繰り出すアタッカー[要出典]。

## 個人成績
| 国内大会個人成績 | 国内大会個人成績 | 国内大会個人成績 | 国内大会個人成績 | 国内大会個人成績 | 国内大会個人成績 | 国内大会個人成績 | 国内大会個人成績 | 国内大会個人成績 | 国内大会個人成績 | 国内大会個人成績 | 国内大会個人成績 |
| 年度             | クラブ           | 背番号           | リーグ           | リーグ戦         | リーグ戦         | リーグ杯         | リーグ杯         | オープン杯       | オープン杯       | 期間通算         | 期間通算         |
| 年度             | クラブ           | 背番号           | リーグ           | 出場             | 得点             | 出場             | 得点             | 出場             | 得点             | 出場             | 得点             |
| ブラジル         | ブラジル         | ブラジル         | ブラジル         | リーグ戦         | リーグ戦         | ブラジル杯       | ブラジル杯       | オープン杯       | オープン杯       | 期間通算         | 期間通算         |
| ---------------- | ---------------- | ---------------- | ---------------- | ---------------- | ---------------- | ---------------- | ---------------- | ---------------- | ---------------- | ---------------- | ---------------- |
| 2005             | パラナ・クルーベ |                  | セリエA          | 29               | 3                | -                | -                | -                | -                | 29               | 3                |
| 日本             | 日本             | 日本             | 日本             | リーグ戦         | リーグ戦         | リーグ杯         | リーグ杯         | 天皇杯           | 天皇杯           | 期間通算         | 期間通算         |
| 2006             | 仙台             | 11               | J2               | 35               | 8                | -                | -                | 1                | 0                | 36               | 8                |
| ブラジル         | ブラジル         | ブラジル         | ブラジル         | リーグ戦         | リーグ戦         | ブラジル杯       | ブラジル杯       | オープン杯       | オープン杯       | 期間通算         | 期間通算         |
| 2007             | フルミネンセ     | 10               | セリエA          | 33               | 12               | 9                | 2                | -                | -                | 42               | 14               |
| 2008             | フルミネンセ     | 10               | セリエA          | 5                | 1                | -                | -                | -                | -                | 5                | 1                |
| ドイツ           | ドイツ           | ドイツ           | ドイツ           | リーグ戦         | リーグ戦         | リーグ杯         | リーグ杯         | DFBポカール      | DFBポカール      | 期間通算         | 期間通算         |
| 2008-09          | ハンブルガー     | 27               | ブンデス1部      | 6                | 0                | -                | -                | 0                | 0                | 6                | 0                |
| ブラジル         | ブラジル         | ブラジル         | ブラジル         | リーグ戦         | リーグ戦         | ブラジル杯       | ブラジル杯       | オープン杯       | オープン杯       | 期間通算         | 期間通算         |
| 2009             | フルミネンセ     |                  | セリエA          | 7                | 0                | 7                | 3                | -                | -                | 14               | 3                |
| サウジアラビア   | サウジアラビア   | サウジアラビア   | サウジアラビア   | リーグ戦         | リーグ戦         | リーグ杯         | リーグ杯         | オープン杯       | オープン杯       | 期間通算         | 期間通算         |
| 2009-10          | アル・ヒラル     | 7                | プレミア         | 20               | 11               | 2                | 2                | 4                | 1                | 26               | 14               |
| 2010-11          | アル・ヒラル     | 7                | プレミア         | 11               | 6                | 0                | 0                | 0                | 0                | 11               | 6                |
| ブラジル         | ブラジル         | ブラジル         | ブラジル         | リーグ戦         | リーグ戦         | ブラジル杯       | ブラジル杯       | オープン杯       | オープン杯       | 期間通算         | 期間通算         |
| 2011             | フラメンゴ       | 7                | セリエA          | 33               | 12               | 6                | 2                | -                | -                | 39               | 14               |
| 通算             | ブラジル         | ブラジル         | セリエA          | 107              | 28               | 22               | 7                | -                | -                | 129              | 35               |
| 通算             | 日本             | 日本             | J2               | 35               | 8                | -                | -                | 1                | 0                | 36               | 8                |
| 通算             | ドイツ           | ドイツ           | ブンデス1部      | 6                | 0                | -                | -                | 0                | 0                | 6                | 0                |
| 通算             | サウジアラビア   | サウジアラビア   | プレミア         | 31               | 17               | 2                | 2                | 4                | 1                | 37               | 20               |
| 総通算           | 総通算           | 総通算           | 総通算           | 179              | 53               | 24               | 9                | 5                | 1                | 208              | 63               |

| 国際大会個人成績 | 国際大会個人成績 | 国際大会個人成績 | 国際大会個人成績   | 国際大会個人成績   |
| 年度             | クラブ           | 背番号           | 出場               | 得点               |
| CONMEBOL         | CONMEBOL         | CONMEBOL         | リベルタドーレス杯 | リベルタドーレス杯 |
| ---------------- | ---------------- | ---------------- | ------------------ | ------------------ |
| 2008             | フルミネンセ     |                  | 13                 | 7                  |
| 通算             | CONMEBOL         | CONMEBOL         | 13                 | 7                  |
| UEFA             | UEFA             | UEFA             | UEFA EL            | UEFA EL            |
| 2008-09          | ハンブルガー     | 27               | 3                  | 0                  |
| 通算             | UEFA             | UEFA             | 3                  | 0                  |
| AFC              | AFC              | AFC              | ACL                | ACL                |
| 2010             | アル・ヒラル     | 7                | 9                  | 2                  |
| 通算             | AFC              | AFC              | 9                  | 2                  |

## 代表歴

### 試合数
- 国際Aマッチ 7試合（2008年-2012年）[5]

| ブラジル代表 | 国際Aマッチ | 国際Aマッチ |
| 年           | 出場        | 得点        |
| ------------ | ----------- | ----------- |
| 2008         | 1           | 0           |
| 2009         | 0           | 0           |
| 2010         | 0           | 0           |
| 2011         | 1           | 0           |
| 2012         | 5           | 0           |
| 通算         | 7           | 0           |

## タイトル

### クラブ
フルミネンセFC
- コパ・ド・ブラジル：1回 (2007)
- カンピオナート・カリオカ：1回 (2012)
- カンピオナート・ブラジレイロ・セリエA：1回 (2012)

アル・ヒラル
- サウジ・プレミアリーグ：2回 (2009-10、2010-11)
- クラウンプリンスカップ：1回 (2010)
- サウジ国王杯：1回 (2015)

CRフラメンゴ
- カンピオナート・カリオカ：1回 (2011)

クルゼイロEC
- コパ・ド・ブラジル：2回 (2017、2018)
- カンピオナート・ミネイロ：2回 (2018、2019)

グレミオFBPA
- カンピオナート・ガウショ：1回 (2020)

個人
- AFCチャンピオンズリーグドリームチーム：1回 (2014)
- ボーラ・ジ・オーロ (最優秀選手賞 PLACAR誌選定)：1回 (2007）
- ボーラ・デ・プラタ：（2007、2017）